# Чураков Валерій Миколайович
Валерій Миколайович Чураков (11 серпня 1948, смт Шахтне, тепер Троїцько-Харцизька селищна рада Донецької області — 6 жовтня 2014) — український діяч, комерційний директор виробничого об'єднання «Шахтарськвугілля» Донецької області. Кандидат технічних наук (1990). Народний депутат України 1-го скликання.

## Біографія
Народився у родині робітників.
У 1966—1968 роках — електрослюсар шахтоуправління № 3 тресту «Шахтарськантрацит» міста Шахтарська Донецької області.
У 1968—1970 роках — служба в Радянській армії.
Член КПРС з 1968 по 1989 рік.
У 1970—1977 роках — гірник, у 1977—1981 роках — начальник дільниці, у 1981—1984 роках — головний інженер шахти «Комсомолець Донбасу» Донецької області.
Закінчив Донецький політехнічний інститут, інженер по розробці корисних копалин.
У 1984—1986 роках — заступник технічного директора виробничого об'єднання «Шахтарськвугілля» Донецької області.
У 1986—1990 роках — головний інженер шахти «Шахтарська Глибока» Донецької області.
У 1988 році закінчив заочно аспірантуру Московського гірничого інституту імені Скочинського. У 1990 році захистив кандидатську дисертацію «Визначення параметрів охоронних смуг підготовчих виробок, що зводяться пневматичним способом».
З 1990 року — директор з комерції (комерційний директор) виробничого об'єднання «Шахтарськвугілля» Донецької області.
18.03.1990 року обраний народним депутатом України, 2-й тур, 59,61 % голосів, 8 претендентів. Член Комісії ВР України з питань розвитку базових галузей народного господарства.
З 1994 року — голова селянського фермерського господарства «Колос» Шахтарського району Донецької області.?